# Kalasha sondaica
Kalasha sondaica är en insektsart som beskrevs av Jacobi 1914. Kalasha sondaica ingår i släktet Kalasha och familjen dvärgstritar. Inga underarter finns listade i Catalogue of Life.